# Liste des quartiers de Laval (Mayenne)

Les quartiers administratifs de Laval

La ville de Laval, en Mayenne, est divisée en sept quartiers administratifs rassemblant eux-mêmes plusieurs quartiers historiques.
Chacun des sept quartiers possède un ou deux élus référents désignés par la municipalité et chargés d'entretenir le dialogue avec les administrés. Des assemblées de quartier sont par ailleurs organisées chaque année. Laval compte aussi huit maisons de quartier qui travaillent en collaboration avec les comités d'animation et la Caisse d'allocations familiales et proposent des animations pour les enfants et les jeunes.
Les chapitres suivants décrivent les caractéristiques des sept quartiers lavallois (en gras) et des quartiers historiques les constituant (en italique).

## Quartier 1:Centre-ville rive gauche
Rive Gauche - Crossardière - Gare - Senelle - Pont de Paris
Ce quartier est composé principalement d'édifices du XIXe et du XXe siècle. Comme l'ensemble du centre-ville de Laval, il compte un fort taux de personnes vivant seules, avec un mélange de population aisée et précaire. Les quais le long de la Mayenne sont particulièrement recherchés. Par ailleurs, le quartier de la gare connaît une forte hausse démographique et doit être mis en valeur grâce au raccordement de Laval à la LGV Bretagne-Pays de la Loire en 2017.

## Quartier 2:Centre-ville rive droite
Vieux-Laval - Bel-Air - Beauregard - Haute-Follis - Saint-Martin
Ce quartier correspond à la partie la plus ancienne de Laval, avec le château, la cathédrale et les vieilles rues médiévales. Il englobe aussi des quartiers plus périphériques comme Bel-Air et Haute-Follis, situés sur les plateaux au nord du centre. Il se caractérise surtout par des constructions anciennes et un mélange de population aisée et précaire, ainsi que par un fort taux de personnes vivant seules, notamment des étudiants.

## Quartier 3: Hilard-Grenoux
Grenoux - Ribaudières - Hilard
Le quartier réunissant Hilard, Grenoux et Ferrié se trouve en périphérie nord-ouest. Il est constitué de quelques immeubles HLM, mais surtout d'ensembles pavillonnaires construits depuis les années 1970. Leur population est plutôt vieillissante, sauf à Grenoux et aux Ribaudières, des secteurs plus récents et aussi plus éloignés du centre, qui connaissent une hausse démographique. Le quartier Ferrié ancien siège de la caserne du 42e régiment de transmissions représente 50 hectares en cours d'aménagement depuis le départ de l'armée en 2011. Le grand complexe Espace Mayenne, site évènementiel, culturel avec concerts et spectacles, professionnel avec congrès expositions et séminaires et sportifs avec entre autres un mur d'escalade habilité pour les compétitions internationales associé avec un Vélodrome doit ouvrir en fin 2021.

## Quartier 4: Pillerie-Pommeraies-Vignes
Pommeraies - Vignes - Pillerie - Bootz - Les Touches - Saint-Mélaine
Ce quartier correspond au nord-est de la commune. Il comprend des quartiers très différents, avec l'ancienne zone urbaine sensible des Pommeraies, constituée d'immeubles HLM et de maisons individuelles, la zone industrielle et commerciale des Touches ou le Centre universitaire de la Mayenne, qui regroupe l'IUT, l'École d'ingénieurs du monde numérique (ESIEA) et l'École supérieure des techniques aéronautiques et de construction automobile (ESTACA). Le quartier possède d'importantes infrastructures sportives comme le stade Francis-Le-Basser et il compte le site de Laval Mayenne Technopole.

## Quartier 5: Bourny-Fourches
Le Bourny - Les Fourches
Ces deux quartiers périphériques sont situés à l'ouest, entre le centre-ville et la zone commerciale partagée avec la commune voisine de Saint-Berthevin. Les Fourches sont un quartier prioritaire composée d'immeubles HLM tandis que Le Bourny est essentiellement un ensemble pavillonnaire des années 1970,.

## Quartier 6: Saint-Nicolas-Pavement-Thévalles
Pavement - Murat-Mortier - Saint-Nicolas - Thévalles - Saint-Pierre-le-Potier
Ce quartier est situé au sud-est du centre-ville. Saint-Nicolas est une zone d'urbanisation prioritaire et le Pavement est un nouveau quartier prioritaire. Thévalles, en bordure de la ville, est constitué de maisons individuelles. Le quartier compte aussi le Bois des Gamats et la zone commerciale de l'avenue de Tours.

## Quartier 7: Avesnières-Dacterie-Tertre
Avesnières, Gravier, Épine, Dacterie, Gué d'Orger, Tertre
Ce quartier du sud-ouest de la ville regroupe des zones d'habitat majoritairement individuel, comme Le Gravier et Le Tertre. Néanmoins, des poches de précarité existent par endroits, comme à la Dacterie, qui compte des immeubles HLM. Le secteur situé entre l'ancien village d'Avesnières et le sud du centre-ville est considéré comme le plus réputé de Laval, avec ses grandes maisons et sa situation en hauteur.